# 小林豊造
小林豊造（こばやし とよぞう、1874年（明治7年）2月27日 - 1921年3月20日）は、日本の技術者、経営者。兵庫県出身。ダイヤモンド研磨技術を欧州に学び日本に初めて導入し起業した。また日本初となる蓄音機のルビー針など多くの技術を開発した。文芸評論家小林秀雄の父。幼名・豊蔵。

## 略歴
農家の二男として生まれたが、幼少期に出石藩士・小林家の養子となり、兵庫県師範学校を経て、1899年 東京工業学校（後に東京高等工業学校と改称、現東京工業大学）工業教員養成所金工科卒業。同校の教員となり、1903年に文部省の派遣留学生として1年間欧米の金属技術を視察し研究した。
貴金属時計装身具卸売製造の「村松万次郎商店」の顧問を兼ねていたが、1908年に万次郎が死去すると、真珠養殖に成功していた御木本幸吉に乞われて1910年に御木本真珠店貴金属工場長に就任、社命により1911年にベルギーのアントワープのダイヤモンド研磨工場の研修生となり、日本人で初めて宝石用ダイヤモンド原石のカットと研磨技術を習得する。米国視察などを経て1912年帰国、ベルギーで門外不出とされていた電動式宝石用加工研磨機とパリの最新流行を導入し、御木本真珠の技術とデザインを確立していく。
1917年、幸吉の許可を得て一部職人らを連れて独立し、日本ダイヤモンド設立、専務取締役に就任したが、1921年 46歳で没。

## 家族
- 父・清水甚兵衛 ‐兵庫県 資母村で農業。妻キノとの間に五男二女を儲ける[2]。
- 兄・清水精一郎 ‐ 幼名・松蔵。仏教書出版社「興教書院」主人。1885年に西本願寺派の学校「普通教校」に勤め、1889年に興教書院開業[2]。
- 弟・清水金右衛門 ‐ 兄二人が家を出たため家業の農業を継いだが、のちに上京し本郷四丁目で本屋「文明堂」を開業、その後仏教書出版の「大正一切経刊行会」に関わる[3]。
- 弟・清水重右衛門（西村九右衛門） ‐ 京都の仏書屋「丁子屋」の西村家に婿入りし、当主・西村九右衛門を襲名。当家は寛永年間(17世紀）から1940年まで営業した老舗で、主に東本願寺の経本などを扱っていた。子に西村孝次、西村貞二、曾孫に西村卓朗[4][5][6]。
- 弟・清水伊右衛門 ‐ 兄が全員家を出たため、家業の農業を継いだ。[3]
- 妻・小林精子（1880-） ‐ 出石藩士・小林友右衛門の娘。親戚の西村孝次によると東京牛込の城谷謙・やすの長女[7]。やすの両親は平野謙の曽祖父母にあたる。
- 長男・小林秀雄
- 長女・高見沢潤子 ‐ 本名・富士子。田河水泡の妻。東京女子大学英文科出身。
- 義弟・城谷黙（1884-1963） ‐ 精子の弟。ジャパンタイムズ編集局長（のち監査役）。東京府立四中、東京外国語学校英語科卒業後、1905年渡米、1908年ニューヨーク・ワールド紙の記者となる。1912年よりジャパンタイムズに関わり始め、1916年帰国、1917年ワールド紙のアジア取材やジャパンタイムズの編集に従事、1919年よりワールド紙の日中特派員に就任。満鉄に入社して渉外担当となり、1922年には満鉄特派員としてワシントン軍縮会議に出席、翌年退社し、カーネギー国際平和財団歴史経済部調査員となり、1931年辞して、1934年ジャパンタイムズ入社（1919年入社とも[8]、1927年入社とも[9]）、1939年の芦田均社長辞任とともに退社したが、1941年客員として再びジャパンタイムズに入社し、没するまで役員を務めた。ニューヨーク時代に歌川国貞の曾孫で日本画家の歌川若菜と結婚。Mock Joyaの筆名で長年英文コラムを執筆し、英文著書もある[10][11][12]。
- 義弟・城谷三郎（1893-） ‐ 精子の弟。日本ダイヤモンド監査役兼工場長。東京府立工業学校卒業後御木本真珠店入社。岳父に東京精米社長・野口栄世[13]。